# ムーンライト山陽
ムーンライト山陽（ムーンライトさんよう）は、西日本旅客鉄道（JR西日本）が京都駅 - 下関駅間を東海道本線・山陽本線経由で運行していた臨時快速列車である。

## 概要
1988年12月に新大阪駅 - 広島駅間で運転を開始し、翌1989年8月には京都駅 - 広島駅間に運転区間を拡大した。2001年3月にユニバーサル・スタジオ・ジャパン (USJ) が開業し、観光客輸送強化のために運転区間を広島駅 - 下関駅間へ拡大した。
一時期、年末年始のみ「ふるさとライナー山陽」の名称で運行していたが、2001年春から名称が他シーズンと同じ「ムーンライト山陽」に統一された。
2005年6月に岡山駅改良工事のため運転を休止し、以後は運転されていない。

### 列車名の由来
JR各社が夜行快速列車名に採用している「ムーンライト」に、本列車が走行する山陽地方から採られたものである。

## 廃止当時の運行概況
主に、夏期や年末年始の多客時に運転されていた。
運行上の特徴として京都駅 - 岡山駅間は「ムーンライト高知」「ムーンライト松山」と併結して運行されていた。これは、当該列車が臨時列車であるのと、夜間に運行される事から、貨物列車などの運行に支障をきたさないようなダイヤ設定が難しいためである。

### 停車駅
京都駅 - 新大阪駅 - 大阪駅 - 三ノ宮駅 - 神戸駅 - 明石駅 - 加古川駅 - 姫路駅 - 岡山駅 - 広島駅 - 宮島口駅 - 岩国駅 - 柳井駅 - 光駅 - 下松駅 - 徳山駅 - 防府駅 - 新山口駅 - 宇部駅 - 厚狭駅 - 下関駅

### 使用車両
宮原総合運転所所属の14系客車を使用していた。JR西日本が夜行列車・団体用車両として改修した「シュプール＆リゾート」を使用するため、座席のリクライニングはかなり大きく倒れる。また、京都方には展望席かミニラウンジのどちらかが1日おきに連結されていた。
全車普通車指定席で、自由席は設置されていなかった。

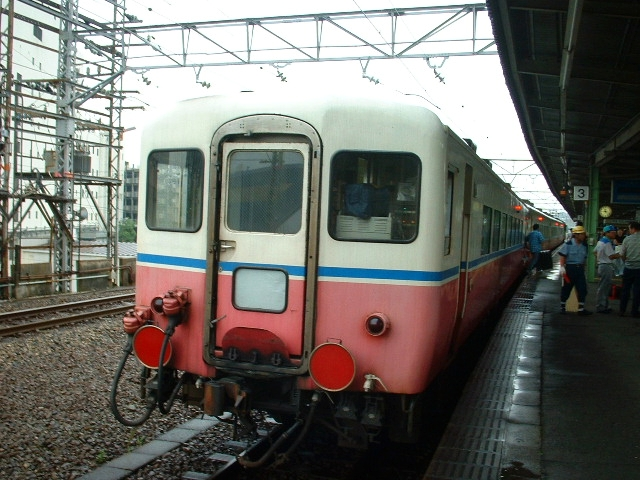
「シュプール＆リゾート」用14系客車で運行された（下関駅）
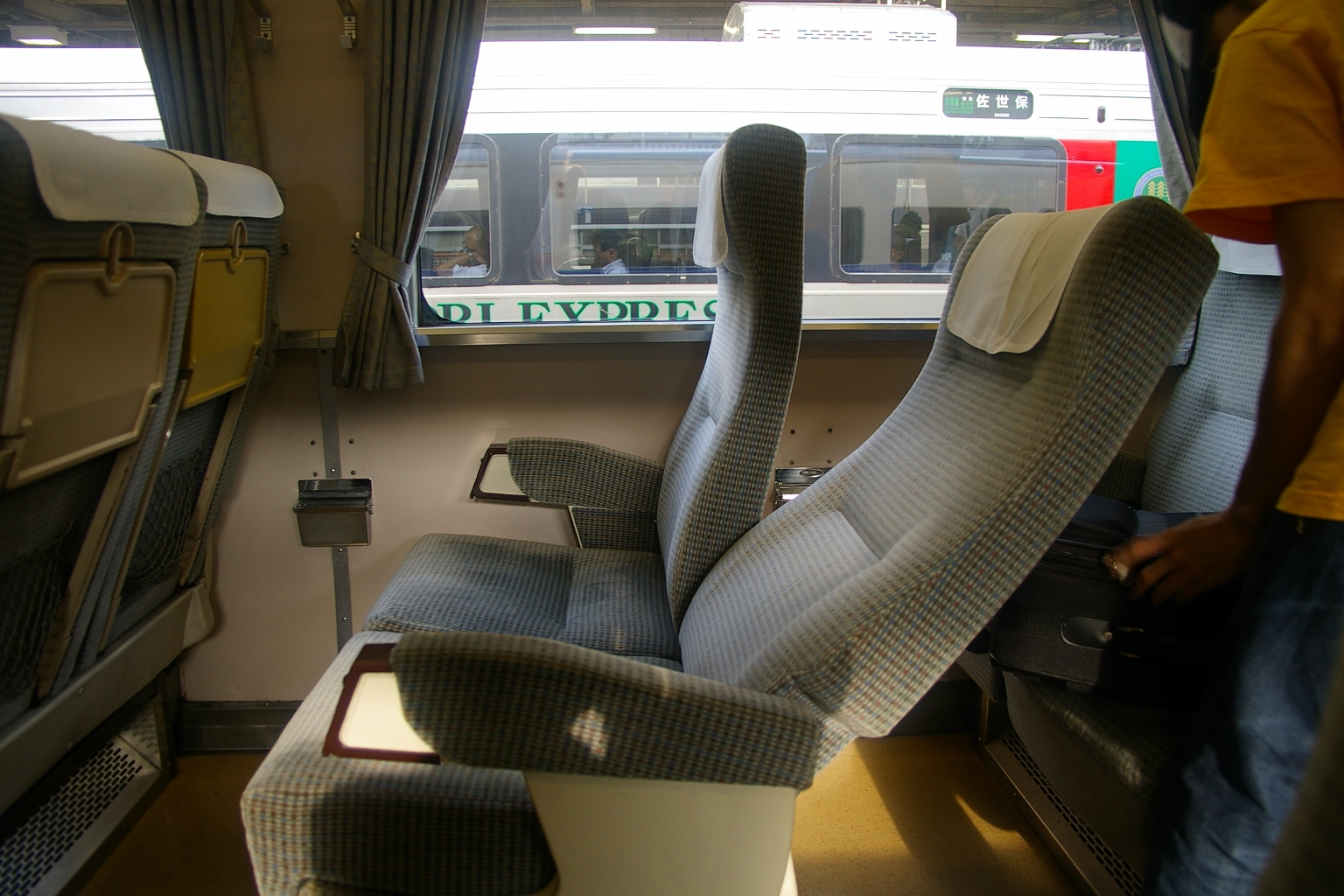
深く倒れるフリーストップリクライニングシートは長距離夜行用
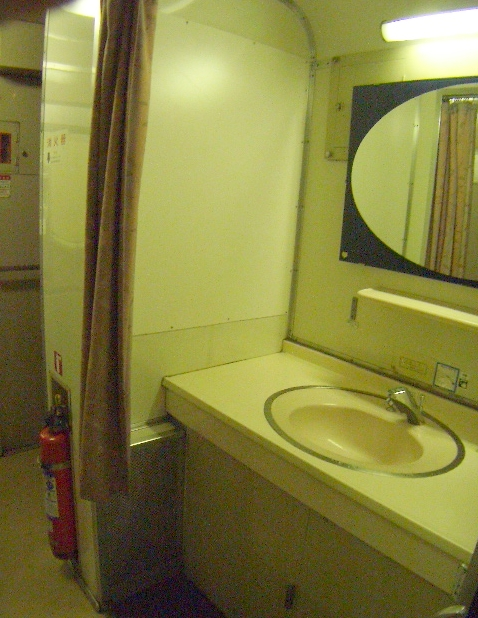
洗面台は自動出水　コンセントも利用できる

### 担当乗務員区所
- 車掌
  - 京都駅 - 広島駅間…広島車掌区
  - 広島駅 - 下関駅間…徳山乗務員センター

## 沿革
- 1988年12月：新大阪駅 - 広島駅間で運行を開始。
- 1989年8月：京都駅 - 広島駅間に運行区間を拡大。このときより「ムーンライト高知」との併結運転を開始。
- 1995年4月：このときより「ムーンライト松山」との併結運転を開始。
- 2000年7月：山陽方面から USJ への観光客輸送強化のため広島駅 - 下関駅間を延長。同時に車両を14系一般車両から「シュプール&リゾート」に変更。
- 2002年7月：大阪駅 - 下関駅間を運行する臨時快速列車「ハリウッドエクスプレス」運行開始。
同列車は、ジョイフルトレイン「旅路」を用いるなどUSJ輸送のために設定された。
- 2004年5月：「ハリウッドエクスプレス」運行終了。
- 2005年6月：岡山駅改良工事のため、運行を休止[2]。余剰となった客車を用い、運行区間が重複しかつ同仕様の車両を用いる「ムーンライト九州」（新大阪駅 - 博多駅）を6両から8両へ増結して対応していた。